# Treibs-Reaktion
Die Treibs-Reaktion ist in der organischen Chemie eine von Wilhelm Treibs 1948 entdeckte Acetoxylierung eines (terminalen) Alkens in der Allylstellung:
Die Reaktion erfolgt in der Hitze durch Einwirkung von Quecksilber(II)-acetat. In einer Übersichtsarbeit wird die Breite der Anwendung dieser Reaktion eingehend beschrieben.

## Praktische Bedeutung
Die Treibs-Reaktion ist ein reines Laborverfahren. Wegen der Bildung stöchiometrischer Mengen toxischer Abfallstoffe ist die Atomökonomie der Methode so schlecht, dass niemand eine technische Synthese für acetoxylierte Alkene basierend auf dieser Reaktion realisiert.